# George Gawler
George Gawler (1795 – 1869) è stato un militare e politico inglese secondo governatore dell'Australia Meridionale dal 17 ottobre 1838 fino al 15 maggio 1841.

## Biografia
Gawler era l'unico figlio del capitano Samuele Gawler, capitano nel 73º Reggimento di fanteria, e di sua moglie Julia, nata Russell. Il padre di Gawler fu ucciso in battaglia a Mysore, in India, nel mese di dicembre del 1804. George Gawler fu educato da un tutore, poi in una scuola a Cold Bath, Islington. Trascorse due anni al collegio militare di Great Marlow, dove fu un allievo diligente e intelligente.
Nell'ottobre del 1810 Gawler ottenne una commissione nel 52º Reggimento di fanteria (Oxfordshire) e nel gennaio 1812 prese parte alla guerra d'indipendenza spagnola. Fu ferito in un assalto a Badajoz da un soldato che perse la vita. Rimase in Spagna fino al 1814, prendendo parte all'avanzata su Madrid. Il reggimento tornò in Inghilterra e Gawler, ora tenente, combatté nella battaglia di Waterloo. Rimase in Francia con l'esercito di occupazione fino al 1818 e nel 1820 sposò Maria Cox di Friar Gate, Derby, che era la nipote di Samuel Richardson. Gawler e sua moglie erano sinceramente religiosi e quando il 52° fu inviato nel Nuovo Brunswick nel 1823 fecero molto lavoro sociale e religioso. Gawler ritornò in Inghilterra nel 1826 e tra il 1830 ed il 1832 fu impegnato nel reclutamento. Raggiunse il grado di tenente colonnello nel 1834 e nel 1837 ricevette l'Ordine Reale Guelfo di Hannover di terza classe.
Gawler nel 1838 fu nominato governatore dell'Australia Meridionale succedendo al capitano John Hindmarsh, che era stato richiamato. Gawley e la sua famiglia arrivarono sul Bomanjee Pestonjee il 12 ottobre 1838: avevano fatto un viaggio di quattro mesi via Tenerife e Rio de Janeiro . Gawler trovò la colonia con l'erario quasi prosciugato, i funzionari sottopagati e 4000 immigrati che vivevano in alloggi di fortuna: gli fu concesso un massimo di £ 12.000 spese di un anno, con l'aggiunta di £ 5.000 di credito per le emergenze. Il suo primo obiettivo fu quello di affrontare i ritardi nell'insediamento e della produzione di beni di prima necessità. Persuase Charles Sturt a venire dal Nuovo Galles del Sud per lavorare come ispettore generale, supervisionando nel frattempo personalmente i lavori, dal momento che il colonnello William Light aveva rassegnato le dimissioni per motivi di salute e per le difficoltà legate all'organico carente. Gawler nominò nuovi funzionari coloniali, creò una forza di polizia, prese parte all'esplorazione e migliorò le strutture di Port Adelaide durante il suo mandato come governatore. La prima sede stabile del governatorato fu costruita per suo volere, ed oggi è l'ala est dell'attuale Governatorato.
A causa della siccità nelle altre colonie australiane nel 1840, prima che il Sud Australia fosse autosufficiente per il cibo, il costo della vita aumentò rapidamente. L'aumento della spesa pubblica per scongiurare il collasso voluto da Gawler portò la colona al fallimento: oltre 200.000 sterline erano state spese e i fondi di riserva erano esauriti. Un prestito di 155.000 sterline fu approvato dal Parlamento britannico (poi trasformato in dono) e il capitano George Grey fu inviato in sostituzione di Gawler. Nel suo periodo di carica come governatore Gawler era riuscito a fare il Sud Australia autosufficiente in termini di agricoltura e aveva ristabilito la fiducia dei coloni.
Il lavoro di Gawler è stato a lungo sottovalutato, soprattutto perché il suo successore Grey, nei suoi dispacci, mise sotto la peggior luce gli atti del suo predecessore, senza fare menzione delle difficoltà nelle quali aveva lavorato. Gawler era un ufficiale coraggioso ed energico che, quando trovò i coloni di fronte a disastri, vide subito che cosa era necessario fare, e salvò la colonia. Tuttavia, anche se nella sua Colonizzazione dell'Australia Mills concorda nel ritenere che Gawler si fosse reso colpevole di negligenza e non può essere interamente assolto dalle sue colpe, le difficoltà eccezionali che dovette affrontare gli sono riconosciute. Charles Sturt e gli altri uomini di quel periodo generalmente concordarono col fatto che la sua amministrazione avesse ampiamente beneficiato l'insediamento.

## Eredità
Nel 1845 Gawler scrisse un libro in cui suggeriva che agli ebrei fosse consentito di stabilire insediamenti agricoli ebraici in Terra santa, come compensazione per la loro sofferenza in Europa e sotto il dominio turco. Nel 1849 viaggiò in Israele con Moses Montefiore  e due anni più tardi fondò un'associazione per la colonizzazione della Palestina. Gawler morì a Southsea e fu sepolto a Portsmouth.
Da lui prende il nome la città di Gawler ed il Gawler Ranges a nord della penisola di Eyre. Il Derby's Town and County Museum lo incluse nella sua lista dei principali benefattori, poiché contribuì con una collezione di minerali e di uccelli esotici impagliati tra cui spiccava un albatros. Inoltre il giardiniere dei tempi dell'Australia, Joseph Whittaker, portò centinaia di fiori secchi e piante al Derby Museum e ai Kew Gardens.